# S. Sylvan Simon
S. Sylvan Simon (né à Chicago le 9 mars 1910 et mort à Beverly Hills le 17 mai 1951) est un réalisateur et producteur américain de théâtre et de cinéma.

## Biographie
Il commence sa carrière cinématographique à Warner Brothers en 1935, responsable directeur de différents tests d'écran (screen tests). En 1937, Simon part à MGM, où il travaille avec les frères Marx (Marx Brothers) dans le film Les Marx au grand magasin (The Big Store, 1941) supervisant plusieurs séquences d'écran (screen tests). Il dirige l'acteur Red Skelton lors de son premier long métrage intitulé Whistling in the Dark (1941), et plus tard il travaille sur deux autres projets de Skelton tel que : Un Yankee du Sud et Fuller Brush Man, en 1948. Simon dirige également Wallace Beery dans Bad Bascomb (1946), Glenn Ford dans Lust for Gold (1949) ainsi que Jane Powell dans son tout premier film en noir et blanc Hollywood Mélodie (Song of the Open Road) en 1944.
Simon est le producteur de Comment l'esprit vient aux femmes (Born Yesterday), une comédie de 1950 qui est nommée à cinq Oscars.
Il meurt subitement d'une crise cardiaque à l'âge de 41 ans. Ses cendres sont enterrées dans une urne funéraire en bronze avec une plaque signalétique en sa mémoire commémorative (Urne # 20174), dans le Grand Mausolé de Forest Lawn Memorial Park Cemetery, à Glendale en Californie.

## Filmographie complète

### Réalisateur
| - 1937 : Hollywood Screen Test - 1937 : A Girl with Ideas - 1937 : Enquête internationale (Prescription for Romance) - 1938 : The Crime of Dr. Hallet - 1938 : The Nurse from Brooklyn - 1938 : The Ranger and the Lady - 1938 : Cinq Jeunes Filles endiablées (Spring Madness) - 1939 : Four Girls in White - 1939 : Le Kid du Texas (The Kid from Texas) - 1939 : These Glamour Girls - 1939 : Dancing Co-Ed - 1940 : Two Girls on Broadway - 1940 : Sporting Blood - 1940 : Dulcy - 1940 : Keeping Company - 1941 : Washington Melodrama - 1941 : Whistling in the Dark | - 1942 : The Bugle Sounds - 1942 : Rio Rita - 1942 : Grand Central Murder - 1942 : Tish - 1942 : L'Affaire du Fort Dixon (Whistling in Dixie) - 1943 : Salute to the Marines (en) - 1943 : La Bête (Whistling in Brooklyn) - 1944 : Hollywood Mélodie (Song of the Open Road) - 1945 : Le Fils de Lassie (Son of Lassie) - 1945 : Abbott et Costello à Hollywood (Abbott and Costello in Hollywood) - 1946 : L'Ange et le Bandit (Bad Bascomb) - 1946 : Rio, rythme d'amour (The Thrill of Brazil) - 1946 : The Cockeyed Miracle aka The Return of Mr. Griggs - 1947 : Mon loufoque de mari (Her Husband's Affairs) - 1948 : Les Liens du passé (I Love Trouble) - 1948 : Bien faire... et la séduire (The Fuller Brush Man) - 1949 : Le Démon de l'or (Lust for Gold) |

### Producteur
- 1945 : Abbott et Costello à Hollywood (Abbott and Costello in Hollywood) (non crédité)
- 1948 : I Love Trouble
- 1948 : Bien faire... et la séduire (The Fuller Brush Man)
- 1949 : Shockproof
- 1949 : Lust for Gold
- 1949 : Miss Grain de sel (Miss Grant Takes Richmond)
- 1950 : Les Cinq Gosses d'oncle Johnny (Father is a Bachelor) d'Abby Berlin et Norman Foster
- 1950 : Le Marchand de bonne humeur (The Good Humor Man) de Lloyd Bacon
- 1950 : En plein cirage (The Fuller Brush Girl)
- 1950 : Comment l'esprit vient aux femmes (Born Yesterday) de George Cukor